# Roberto Mange
Roberto Mange (La Tour de Peilz, Suíça, 31 de dezembro de 1885 — São Paulo, 31 de maio de 1955) foi um engenheiro e professor suíço naturalizado brasileiro.

## Biografia
Antes de se formar engenheiro pela Escola Politécnica de Zurique em 1910, estudou em Portugal e na Alemanha. Em 1913, a convite do engenheiro Antonio Francisco de Paula Souza, diretor da Escola Politécnica de São Paulo, veio para o Brasil para lecionar Engenharia Mecânica. Foi superintendente da Escola Profissional de Mecânica do Liceu de Artes e Ofícios de São Paulo e organizou o Serviço de Ensino e Seleção Profissional da Estrada de Ferro Sorocabana. Em 1931 fundou o Instituto de Organização Racional do Trabalho (IDORT). De 1940 a 1942 organizou, junto com líderes industriais como Roberto Simonsen e Euvaldo Lodi, a fundação do Serviço Nacional de Aprendizado Industrial (SENAI) e foi seu primeiro
diretor, tendo exercido o cargo até falecer. De 1945 a 1955 colaborou na construção de escolas Senai em Campo Grande (MS), Anápolis (GO) e Porto Velho (RO) e criou em 1953 o Serviço
de Adaptação Profissional de Cegos para a Indústria (São Paulo). 
O acervo da documentação de Roberto Mange relativa ao período de 1915 a 1952 está guardado pelo Arquivo Edgard Leuenroth.

## Condecorações
- Título de Cavaleiro da Legião de Honra, outorgado pelo Governo da França.
- Diretor de Honra do IDORT
- Professor Emérito da Politécnica de São Paulo
- Mérito no grau de Pioneiro, pelo Ministério do Trabalho, Indústria e Comércio.[3]